# 勒内·普利文
勒内·普利文（法語：René Pleven，發音：[ʁəne pləvɛ̃]；1901年4月15日—1993年1月13日），法國政治家，兩度出任法兰西第四共和国总理（1950～1951、1951～1952），以提出欧洲军队的“普利文计划”而闻名。他的努力推动促成了北大西洋公约组织的成立。1945年被選入國民議會，和密特朗一起建立了民主和社会主义抵抗联盟（UDSR），在1946年至1953年間出任該聯盟主席。

## 生平
- 普利文早年获巴黎大学法律学位后曾任工厂经理。第二次世界大战期间参加戴高乐将军的自由法国政府，任经济和财政专员以及殖民地专员。法国解放后在戴高乐内阁中担任财政部长，1945年当选國民議會议员。1946—1953年任中左的民主和社会主义抵抗联盟（UDSR）主席，曾两度擔任国防部长（1949～1950，1952～1954），两次任总理。
- 1966年，普列文的妻子去世，两人生有两个女儿，弗朗索瓦丝（Françoise）和妮可（Nicole）。1993年1月13日普列文死于心脏衰竭[3]。

### 普利文計畫與北約組織
普利文1950年7月在巴黎召开会议，拟定了一项建立「欧洲军队」、成立「欧洲防务集团」，把北大西洋和欧洲的防务统一于一个单一的高级司令部的计划，尽管當時遭到法国共产党、社会党和戴高樂派的反对，也没有一个其他国家支持这个计划，但他帮助奠定了北约组织的基础。這項計畫，後來被稱為普利文计划。

### 法越戰爭
在印度支那（中南半島），他利用美国的援助以讓法國軍隊继续对民族主义的越南联盟（越南共產黨）进行法越战争。

### 支持法兰西第五共和国
1958年普利文退出民主和社会主义抵抗联盟，以支持戴高乐的新宪法及法兰西第五共和国，1959年成立新政党——现代民主联盟。1966年他批评戴高乐退出北大西洋公约组织，但1969年4月戴高乐辞职后，他仍支持戴高乐派的政府。后任司法部长（1969—1973），1973年失去议员席位。1974年担任他的家乡布列塔尼一个地区发展委员会主席（1974—1976）。

## 普利文內閣政府

### 第一届政府 (1950年7月12日—1951年3月10日)
- 勒内·普利文 — 部长会议主席
- 罗伯特·舒曼 — 外交部长
- 居伊·摩勒 — 欧洲理事会部长
- 朱尔·莫克 — 国防部长
- 亨利·克耶 — 内政部长
- 莫里斯·佩切 — 财政和经济事务部长
- 埃德加·富尔 —预算部长
- 让-马里·洛维尔 — 商务和工业部长
- 保罗·巴孔 — 劳动和社会保障部长
- 勒内·梅耶 — 司法部长
- 加斯东·德费尔 — 商船部长
- 皮埃尔-奥利维耶·拉佩 — 国家教育部长
- 路易·雅基诺 — 退伍军人和战争受害者部长
- 皮埃尔·弗林姆兰 — 农业部长
- 弗朗索瓦·密特朗 — 法国海外省部长
- 安托万·比内 — 公共工程、交通和旅游部长
- 皮埃尔·施奈特 — 公共卫生和人口部长
- 欧仁·克洛迪乌-佩蒂 — 重建和城镇规划部长
- 夏尔·布鲁内 — 邮政部长
- 阿尔贝·加齐耶 — 咨讯部长
- 让·勒图尔诺 — 议会关系部长
- 保罗·贾科比 — 不管部长

### 第二届政府 (1951年8月11日—1952年1月20日)
- 勒内·普利文 — 部长会议主席
- 乔治·皮杜尔 — 部长会议副主席兼国防部长
- 勒内·梅耶 — 部长会议副主席兼财政和经济事务部长
- 罗伯特·舒曼 — 外交部长
- 夏尔·布鲁内 — 内政部长
- 皮埃尔·库朗 — 预算部长
- 让-马里·洛维尔 — 工业部长
- 保罗·巴孔 — 劳动和社会保障部部长
- 埃德加·富尔 — 司法部长
- 安德烈·莫里斯 — 商船部长
- 安德烈·马里 — 国家教育部长
- 埃曼努埃尔·坦普尔（Emmanuel Temple） — 退伍军人和战争受害者部长
- 保罗·昂蒂耶（Paul Antier） — 农业部长
- 路易·雅基诺 — 法国海外省部长
- 安托万·比内 — 公共工程、交通和旅游部长
- 保罗·里贝尔 — 公共卫生和人口部长
- 欧仁·克洛迪乌-佩蒂 — 重建和城镇规划部长
- 约瑟夫·拉涅尔 — 邮政部长
- 罗贝尔·布隆 — 咨讯部长
- 皮埃尔·弗林姆兰 — 商务和对外经济关系部长
- 让·莱图尔诺 — 国务部长
- 莫里斯·佩切 — 国务部长
- 亨利·克耶 — 国务部长

更换:
- 1951年9月16日 — 国务部长莫里斯·佩切去世。
- 1951年10月4日 — 约瑟夫·拉涅尔担任国务部长。罗杰·杜希（Roger Duchet）接替拉尼埃任邮政部长。
- 1951年11月21日 — 卡米勒·洛朗接替昂蒂耶担任农业部长。

## 受獎
- 海事功績勳章